# Михновець
Михнове́ць (пол. Michniowiec) — бойківське село Бещадського повіту Підкарпатського воєводства Республіки Польща, гміна Чорна. Населення — 148 осіб (2011).

## Історія
Церква в селі була уже в 1557 р.
У 1880 році у селі налічувалось 806 мешканців (усі — греко-католики).
Село є одним із перших осередків нафтовидобутку, який провадився тут ще до 1884 р.
У міжвоєнний період входило до ґміни Ломна Турківського повіту Львівського воєводства. 
У 1939 році в селі проживало 1200 мешканців, з них 1180 українців-грекокатоликів і 20 євреїв.
З 1944 по 1951 рік місцевість належала до Стрілківського району Дрогобицької області УРСР. У 1951 році після обміну територіями 217 родин (906 жителів) були виселені до колгоспів ім. Будьонного (140 родин) та ім. Горького (62 родини) Врадіївського району Одеської області, натомість завезені поляки.
У 1975-1998 роках село належало до Кросненського воєводства.

## Демографія
Демографічна структура станом на 31 березня 2011 року:
|          | Загалом | Допрацездатний вік | Працездатний вік | Постпрацездатний вік |
| -------- | ------- | ------------------ | ---------------- | -------------------- |
| Чоловіки | 78      | 15                 | 58               | 5                    |
| Жінки    | 70      | 13                 | 44               | 13                   |
| Разом    | 148     | 28                 | 102              | 18                   |

## Відомі люди
- Михайленко Ганна Василівна (1929—2015) — українська перекладачка, правозахисниця, неоголошений член Української Гельсінкської Групи, громадська діячка.

## Пам'ятки
- Колишня греко-католицька церква Різдва Богородиці 1863 р., дерев'яна, з 1971 р. — костел.
- Дзвіниця, дерев'яна, 1904 р.
- Цвинтар.